# Больце, Вилли
Вильге́льм А́ндреас (Ви́лли) Бо́льце (нем. Wilhelm Andreas (Willi) Boltze, 24 июля 1904, Гамбург, Германская империя — 25 октября 1937, Гамбург, Германия) — немецкий легкоатлет, выступавший в беге на средние и длинные дистанции. Участник летних Олимпийских игр 1928 года.

## Биография
Вилли Больце родился 24 июля 1904 года в немецком городе Гамбург.
Выступал в легкоатлетических соревнованиях за «Викторию» из Гамбурга, «Пройсен» из Штеттина, «Гамбург Шпортверайн» и «Ганновер». Четыре раза становился чемпионом Германии: в 1926 году в эстафете 3х1000 метров, в 1927 году — в беге на 1500 метров, в 1928 году — в беге на 5000 метров, в 1930 году — в эстафете 4х1500 метров. Кроме того, на его счету две серебряных и пять бронзовых медалей.
В 1928 году вошёл в состав сборной Германии на летних Олимпийских играх в Амстердаме. В полуфинале бега на 5000 метров занял 7-е место среди 11 участников, показав результат 15 минут 33,0 секунды и уступив 17 секунд попавшему в финал с 4-го места Брайану Одди из Великобритании.
Работал торговцем.
Покончил с собой 25 октября 1937 года в Гамбурге по неизвестной причине.

## Личный рекорд
- Бег на 1500 метров — 4.03,0 (9 июня 1929, Берлин)[3]
- Бег на 5000 метров — 15.09,0 (14 июля 1928, Дюссельдорф)[1]